# Église Notre-Dame-de-l'Assomption de Chailland
Pour les articles homonymes, voir Église Notre-Dame-de-l'Assomption.
L'église Notre-Dame-de-l'Assomption est une église catholique située à Chailland, dans le département français de la Mayenne.

## Histoire
Elle fut reconstruite en 1892, à l'emplacement d'une église romane, grâce aux plans de l'architecte Eugène Hawke et dans le style des édifices du XIIIe siècle. Le transept et le chœur sont éclairés par de hautes baies historiées du maître-verrier Auguste Alleaume. En façade, la tour forme un portique ouvert avec voûte coiffée d'un oculus zénithal utilisé pour le passage des cloches.
L'Abbé Angot indique que l'église neuve, dont le développement en longueur a été un peu gêné par l'insuffisance d'un emplacement qui s'imposait d'ailleurs à tout point de vue. Il note que lintérieur, où le granit sert de support à la pierre blanche des colonnettes et des ornements plus légers des étages supérieurs, éclairé par de très grandes fenêtres déjà garnies de verrières par M. Alleaume, de Laval, est charmant et plein d'harmonie. 
L'inventaire de 1906 eut lieu sans incident, après protestation de M. le Curé.

## Architecture et extérieur
L'ancienne église, qui a disparu devant une autre construite dans le même emplacement et la même orientation, était dédiée à l'Assomption de la sainte Vierge. Elle avait deux bas côtés, dont l'un construit en 1825 avec une chapelle par Jourdin, maître maçon à Ernée. La chapelle d'Aubert y était desservie à l'autel Sainte-Catherine jusqu'à la fin du XVIe siècle. Celle du Saint-Sauveur l'était dans une chapelle que le curé fondateur, Guy Daubert, avait fait édifier en 1604. En 1509, l'official fit imposer par le procureur de fabrique une taxe de 15 ₶ sur les principaux habitants pour la réparation de la croix d'argent et de la bannière, ainsi que pour l'achat d'un missel. La fabrique jouissait de 400 ₶ de revenu en 1780. 